# 上智大學

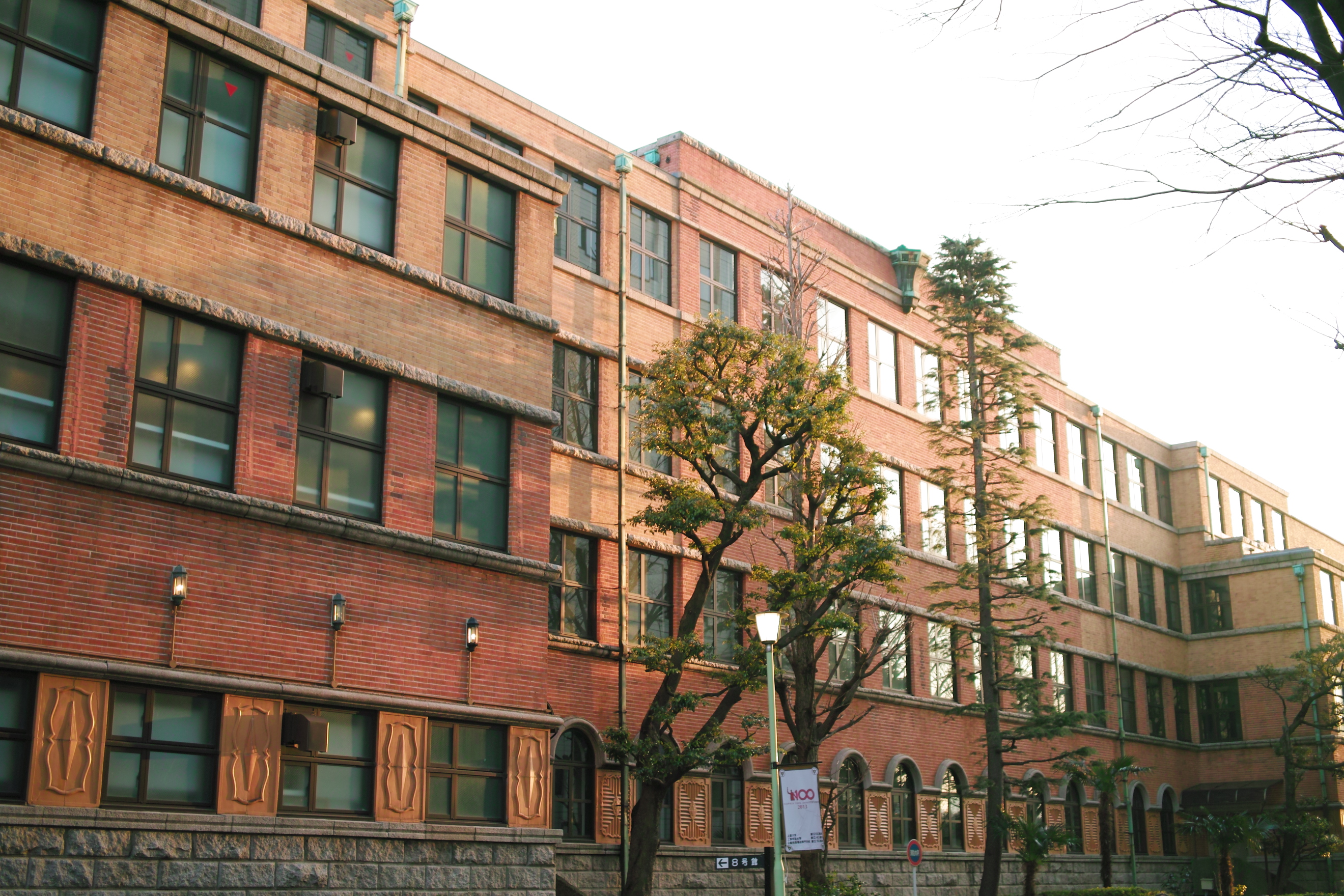
上智大學1號館

上智大學（日语：／ Jōchi daigaku */?）是日本一所私立天主教大學，由耶穌會興辦，為日本唯一的宗座大學。校本部位於東京四谷，在東京都內共有3處校區，另於神奈川縣秦野市與大阪府大阪市設有分部。
上智大学由學校法人上智學院主持經營，擁有多所系列學校。該校入學偏差值與早稻田大學和慶應義塾大學相當，因此有日本私立三大名門之合稱。上智大學注重國際化教育，校內的國際教養學部（前國際部；成立於1949年）是日本大學中第一個以全英文授課的學部。
上智大學與中部地方的天主教大學－南山大學為姊妹校，每年舉行校際競賽「上南戰」，與世界各國的天主教會學校也有合作關係。

## 學校象徵

### 3個教育精神
- “Men and Women for Others, with Others”（「為了他人，與他人共生」）
- “Multidisciplinary Network”（「跨學科的網路」）
- “Global Competency”（「對應全球社會的能力」）

### 校訓
Lux Veritatis（真理之光）

## 沿革
- 1549年，天主教耶穌會創辦人之一的方濟·沙勿略到日本傳教，認為日本人的資質優良，故希望於日本首都設立大學。由於豐臣政權、德川幕府相繼禁教（日本锁国），建校計畫因此延宕400年。
- 1906年（明治39年），教宗庇護十世派遣耶穌會教士赴日，向日本政府申請成立一個高等教育機構。1911年（明治44年），財團法人上智學院成立，並開始籌辦上智大學，翌年購入現時本部所在的土地。
- 1912年，中國天主教徒領袖人物英斂之、馬相伯二氏聯名撰寫《上教宗求為中國興學書》，提倡在北京建立一座天主教大學（今輔仁大學，其中国大陆留存部分已并入北京师范大学）。文中提到的「東京大學」即上智大學在中文文獻的最早紀錄：

|  | ......側聞聖座，令在日本，創一東京大學，說者謂時機已遲。 |

- 1913年，上智大學根據專門學校令（日语：専門学校令）正式創立。
- 1928年，根據大學令（日语：大学令）正式升格為大學。
- 1932年，開設專門部（日语：大学専門部 (旧制)）（經濟科、法科、商科、新聞學科）。其中，上智大學的新聞學科是日本第一個新聞學系。[4]
- 1933年，發生上智大学学生拒绝参拜靖国神社事件。
- 第二次世界大戰結束之初，上智成為駐日盟軍家屬指定就讀的高等教育機構。
- 1948年，改組新制大學（日语：新制大学），聖座核可設立哲學系。
- 1949年，開辦日本第一個可頒授學位的英語教學課程。[5]
- 1951年，財團法人上智學院依《私立學校法（日语：私立学校法）》改制為學校法人上智學院。同年，開設大學院神學研究科（神學專攻）、哲學研究科（哲學專攻）、西洋文化研究科（西洋文化專攻）、經濟學研究科（經濟學專攻）碩士課程，並廢止舊制專門部[6]。
- 1957年，開始開始接受女生入讀。至今，全校女性學生比例已高於男性。
- 1981年，教宗聖若望保祿二世蒞校訪問、發表演說。[7]
- 2005年，美國國務卿康多莉扎·赖斯蒞校訪問、發表演說。
- 2007年，美國國防部長罗伯特·盖茨蒞校訪問、發表演說。
- 2009年，被文部科學省指定為全國13所「全球30計劃（國際化示範點整頓事業）」入選大學。[8]
- 2011年，中國總理溫家寶蒞校訪問、發表演說，並與上智大學棒球隊進行投打活動。
- 2013年，創立100週年，天皇明仁伉儷出席慶典。
- 2016年，美國駐日大使卡洛琳·甘迺迪蒞校訪問、發表演說。
- 2018年，与同為基督教學校的關西學院大學签订全面连携协定[9]。
- 2019年，教宗方濟各蒞校訪問、發表演說，勉勵學生成為誠實的人。

## 學術單位

### 學部（學院）
- 神學部（1958年設置）
  - 神學科
- 文學部
  - 哲學科
  - 史學科
  - 國文（日文）學科
  - 英文學科
  - 德國文學科
  - 法國文學科
  - 新聞學科
- 綜合人類科學部
  - 教育學科
  - 心理學科
  - 社會學科
  - 社會福祉學科
  - 護理学科
- 法學部
  - 法律學科
  - 國際關係法學科
  - 地球環境法學科
- 經濟學部
  - 經濟學科
  - 經營學科
- 外國語學部
  - 英語學科
  - 德語學科
  - 法語學科
  - 西班牙語學科
  - 俄羅斯語學科
  - 葡萄牙語學科
- 國際教養學部
  - 國際教養學科
- 理工學部
  - 物質生命理工學科
  - 機能創造理工學科
  - 情報理工學科

### 大學院（研究所）
- 神學研究科 
  - 神學專攻
  - 組織神學專攻
- 文學研究科 
  - 哲學專攻
  - 史學專攻
  - 國文學（日本文學）專攻
  - 英美文學專攻
  - 德國文學專攻
  - 法國文學專攻
  - 新聞學專攻
  - 文化交渉学専攻
- 綜合人類科學研究科 
  - 教育學專攻
  - 心理學專攻
  - 社會學專攻
  - 社會福祉學專攻
  - 護理学専攻
- 法學研究科 
  - 法律學專攻
  - 司法官養成專攻（専門職學位課程、法科大学院）
- 經濟學研究科 
  - 經濟學專攻
  - 經營學專攻
- 外語學研究科 
  - 語言學專攻
- 全球化學術研究科 
  - 國際關係論專攻
  - 地域研究專攻
  - 全球化社會專攻
- 理工學研究科 
  - 機械工學專攻
  - 電氣、電子工學專攻
  - 應用化學專攻
  - 化學專攻
  - 數學專攻
  - 物理學專攻
  - 生物科學專攻
- 地球環境學研究科
- 地球環境學專攻

### 短期大學部
- 財團法人上智學院在神奈川縣秦野市設置的上智短期大學，於2012年整併為「上智大學短期大學部」。

## 校園

### 四谷校區
東京都千代田區

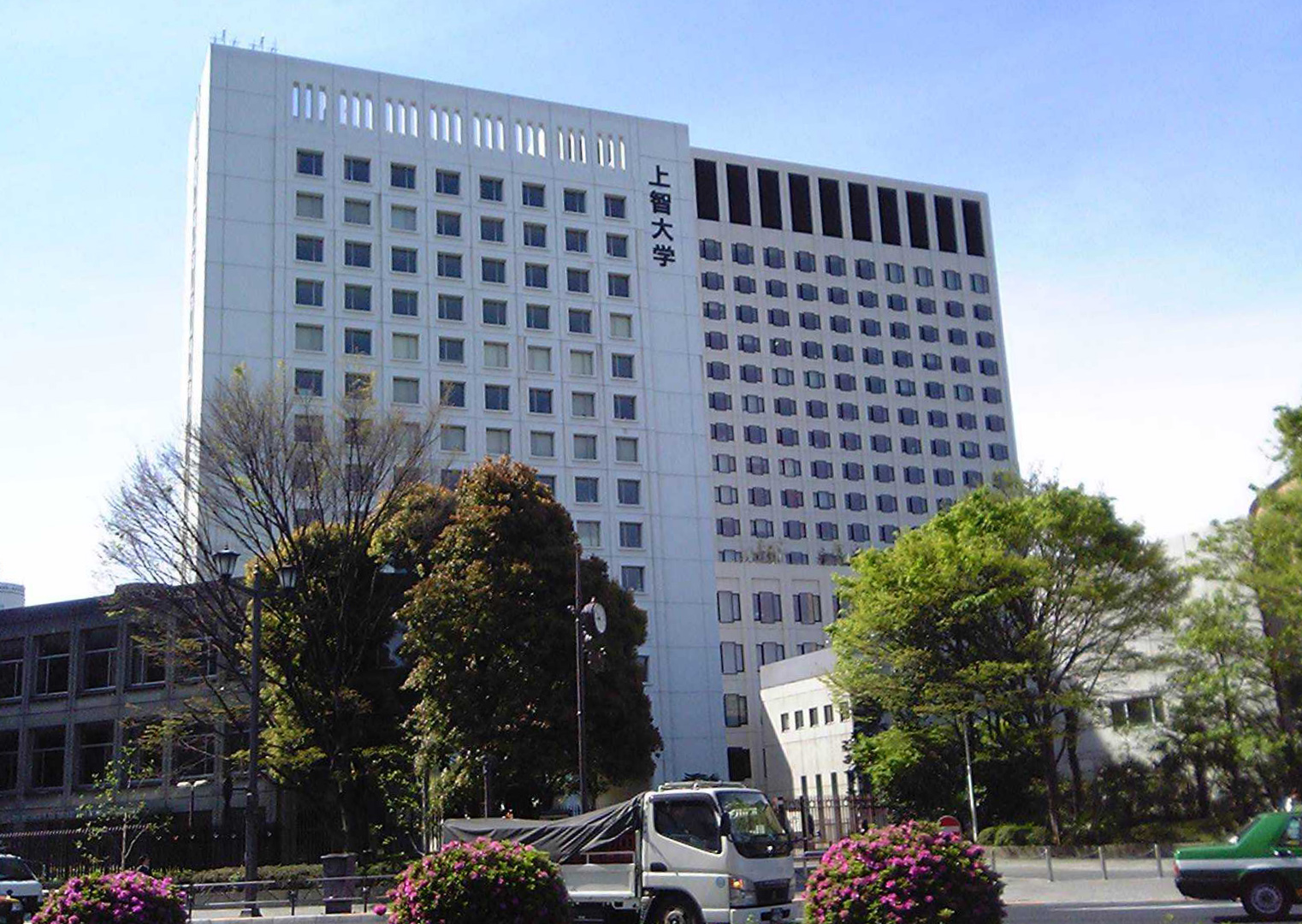
上智大學四谷校區

- 使用学部：神学部、文学部、綜合人類科学部、法学部、經濟学部、外国語学部、国際教養学部、理工学部
- 使用研究科：神学研究科、哲学研究科、文学研究科、綜合人類科学研究科、法学研究科、經濟学研究科、外国語学研究科、全球學研究科、理工学研究科

### 聖母目白校區
東京都新宿區
- 使用学部：綜合人類科学部（護理学科2年次以降）
- 使用研究科：綜合人類科学研究科（護理学専攻）

### 石神井校區
東京都練馬區
- 使用学部：神学部（一部分的課程，大部分課程在四谷校區進行）
- 使用研究科：神学研究科（同上）

### 秦野校區
神奈川縣秦野市
- 使用学部：不特定
- 使用研究科：不特定

### 大阪衛星校區
大阪府大阪市北區
- 使用学部：不特定
- 使用研究科：不特定

## 影視文化
若干影視作品中，上智大學曾被作為背景或題材，如：
- 2016年的動畫電影《你的名字》，上智大學出現於劇中四谷車站的場景。
- 2018年的電視動畫《Just Because!》，上智大學是劇中主角考取的名校。

## 知名校友

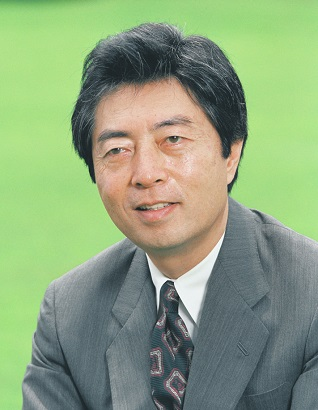
第79任日本首相，細川護熙

## 协定校
国内 
- 关西学院大学、南山大学

海外
- 西江大學、延世大學
- 輔仁大學、台灣大學、政治大學
- 馬尼拉雅典耀大學
- 香港大學、香港中文大學
- 賓州大學、耶魯大學

## 外部連結
- 上智大學 （页面存档备份，存于）  （页面存档备份，存于） （日語）（英文）（简体中文）（繁體中文）
- 學校法人上智學院 （页面存档备份，存于）  （页面存档备份，存于） （日語）（英文）